# Dhanus socotraensis
Dhanus socotraensis är en spindeldjursart som beskrevs av Volker Mahnert 2007. Dhanus socotraensis ingår i släktet Dhanus och familjen Ideoroncidae. Inga underarter finns listade i Catalogue of Life.